# Michael Hofstetter (Künstler)
Michael Hofstetter (* 10. Februar 1961 in Stuttgart) ist ein deutscher Künstler, Kunsttheoretiker, Grafiker, Dozent und Kurator.

## Werdegang
Michael Hofstetter wuchs in Langenargen am Bodensee auf. 1983–1985 studierte er in Tübingen Grundlehre bildnerisches Gestalten bei Martin Schmid am Zeicheninstitut der Eberhard Karls Universität sowie Germanistik, Philosophie und Kunstgeschichte (u. a. bei Dieter Jähnig und Paul Hoffmann). 1985–1990 folgte das Studium der Malerei und Grafik an der Akademie der Bildenden Künste München (u. a. bei Gerd Winner (Meisterschüler), Franz Erhard Walther, Bernhard Johannes Blume, Raimund Kummer), 1991–1992 an der School of Visual Arts New York (u. a. bei Sandy Skoglund, Dennis Adams, Timothy Druckrey). 1992–1995 war er Lehrbeauftragter (Technologie als Ideologie – Über das Verhältnis von Medium und Bild), dann 2009–2015 künstlerischer Mitarbeiter am Münchener Lehrstuhl für Fotografie (Dieter Rehm). 2017/2018 lehrte er im Rahmen einer Vertretungsprofessur Bildhauerei (Nachfolge Gregor Schneider) an der Akademie der Bildenden Künste München.

## Werk
„Die Fotografie war eine Erfindung der katholischen Kirche“, behauptet Hofstetters frühe, mit dem Förderpreis des 1. Deutschen Photopreises ausgezeichnete gleichnamige Installation von 1988 (sie zeigt u. a. Camera-obscura-Aufnahmen der beiden Reliquienschreine in der Langenargener Barockkirche St. Martin). Das Fotografische ist in Hofstetters Werk zentral – aber nicht als bildästhetisches Verfahren, sondern in existentiellem Sinn, leben wir doch in einer Welt, „die sich selbst – wie Kracauer feststellte – ein Fotografiergesicht zugelegt hat und zwischen Realität und Fiktion […] keinen Unterschied mehr macht“, so Hubertus Gaßner und Bernhart Schwenk. Hofstetter arbeitet an dieser Schnittstelle zwischen Realität und Fiktion: „Die Großbildkamera bildet in ihrer technischen Beschaffenheit ein apparatives Modell der […] Verschränkung von Rezeption und Referenz, auf der Schwelle zwischen Produktion/Rezeption, Repräsentation/Verführung, Privatheit/Öffentlichkeit, Erinnern/Vergessen, Potentialität/Sackgasse, Entstehen/Vergehen.“ Dabei greift er „auf konzeptuelle Verfahren zurück, die die Selbstverortung des Beobachters in einer Installation problematisieren“, und untersucht den Kopf als Kamera (so der Titel einer Vortragsreihe im Rahmen der Offenen Akademie an der Münchner Volkshochschule 2003) auch als Theoretiker.
Der black box der Kamera steht der white cube des Ausstellungsraums gegenüber. Hofstetters Auseinandersetzung mit dem Betriebssystem Kunst ist eine „von innen geführte und deshalb vielleicht um so subversivere“, die „den Kunstbetrieb zum Kunstwerk“ erklärt, „indem sie formale, soziale und ideologische Aspekte seiner Funktionsmechanismen“ offenlegt. Eine „kontextbezogene und kontextreflexive Kunst im Kontext“, die der Dialektik von aufgeklärter Moderne und Barbarei nicht ausweicht: „Mit Eintritt in die Moderne, mit dem Zeitalter der Aufklärung, richtete sich der Mensch immer mehr in dieser Welt ein. Dieses Einrichten ging einher mit dem Ausblenden von Welt. Der Begriff des ‚white cube‘, des neutralisierten Ausstellungsraumes, in dem sich ALLES ausstellen läßt, ist vergleichbar mit der Wohnung des 20. Jahrhunderts in der westlichen Hälfte dieser Erde. Dem gereinigten Innenraum, dem Daheim, entspricht der gereinigte Innenraum Museum. Als ‚reiner Raum‘ tritt er in ein dialektisches Verhältnis zum Schmutz des Draußen. Auf diese Weise erstellt und sanktioniert er die Barbarei des Außen.“
Eingedenk dessen ist es Aufgabe der Kunst, „der Welt wieder eine Zukunft [zu] weisen“. Denn, wie die Philosophin Karin Hutflötz in ihrer Reflexion zu Hofstetters Neoninstallation upcycling von 2013 ausführt: „Die Wirklichkeit der Kunstwerke ist […] nicht ihr Marktpreis, sondern ihre Kraft als Möglichkeit, die Dinge im gesetzten Kontext zu verrücken und damit ihre Nicht-Identifizierbarkeit und Deutungsfülle je neu in den Blick zu rücken.“

## Einzelausstellungen
- 2021: trans – ein malerischer Dialog (mit Stephan Conrady), Galerie Alte Brennerei Kunstverein Ebersberg e. V.[11]
- 2020: gefühle, abgründe, zufälle, unglücke, Kunstmuseum Kloster Unser Lieben Frauen Magdeburg[12]
- 2018: Malerei, Neue Galerie Landshut (reaktives Environment mit Stephan Conrady)[13]
- 2012: Loser On The Secondary Market, Galerie Royal, München[14]
- 2012: verspielen, Kunstpavillon, München (reaktives Environment mit Kay Winkler)[15]
- 2009: Bicepteur, Galerie Ruzicska///Weiss, Düsseldorf (reaktives Environment mit Niklas Nitschke)
- 2009: jetzt bereiten, STATION FOE 156, München
- 2008: war nicht so gemeint, Maxim Kino 9. Mai 2008, München (Screening)
- 2007: Designfalle (UMUMUM), Kunst im Aquamarin (kuratiert von Andreas Stetka), München (reaktives Environment mit Jo Melf)
- 2005: woran arbeiten sie gerade?, Galerie Ruzicska///Weiss, Düsseldorf
- 2005: booster (edited version), Nusser & Baumgart Contemporary, München
- 2004: Spring, Galerie Ruwitt///Weiss, Düsseldorf
- 2002: Mobbing & Mode, Projektraum Mathias Kampl, Berlin[16]
- 2002: sowohl als auch, Galerie Nusser & Baumgart, München
- 2001: Mobbing & Mode, Galerie Mathias Kampl, München
- 2000: Was soll ich tun?, Raum Schessl, München
- 1998: Kino Kino, Galerie Otto Schweins, Köln
- 1998: Abstellkammer ausgeräumt (viele welten, viele ichs, viele götter), Kunststiftung Stuttgart (reaktives Environment mit Olaf Probst)
- 1997: Die Schwelle, Städtische Galerie im Lenbachhaus, München
- 1995: an – Stelle – von, Galerie Otto Schweins, Köln
- 1995: Hamletmaschine, Multimedia-Installation, Podewiltheater, Berlin[17]
- 1994: vom hörensagen, Kunst-Bureau Freilassing[18]
- 1993: Das Versprechen, Otto Schweins Galerie, Köln
- 1993: über-setzen, Galerie Binder & Rid, München
- 1990: ORAM LITTORIS PRIMI LEGO, Büro Orange, Siemens, München[19]
- 1990: Spiegelung, Akademiegalerie München[20]

## Gruppenausstellungen
- 2021: Eisenhüttenstadt – Zwischen Modell und Museum II, Symposion 2021, kuratiert von Niklas Nitzschke und Armin Hartenstein, Eisenhüttenstadt / Kunstverein im Kloster Neuzelle[21]
- 2020: Amish Quilts meet Modern Art, Staatliches Textil- und Industriemuseum Augsburg (tim)[22]
- 2019: Utopie Passion. Eine temporäre Installation auf dem Stiftsplatz des Klosters Neuzelle mit Projekten von Alexandra Hopf, Tamara KE, Armin Hartenstein und Michael Hofstetter, Ausstellungsarchitektur und Kuration Niklas Nitschke, Kunstverein Kloster Neuzelle[23]
- 2018: Klaus von Gaffron gegen den Rest der Welt, KUNST BLOCK BALVE, München
- 2015: Rhythm Section, IV Odessa Biennale of Contemporary Art, Museum of Odessa Modern Art, Odessa, Ukraine[24]
- 2015: Rhythm & Method, Galerie der Künstler, München
- 2015: [kunst|stoff], Staatliches Textil- und Industriemuseum Augsburg (tim)[25]
- 2014: Rhythm Section, Center of Contemporary Art, Tiflis, Georgien
- 2014/2015: Daily Memories, Kunstmuseum Kloster Unser Lieben Frauen Magdeburg (Installation upcycling)[26]
- 2014: Beyond Beyond the Brillo Box. 50 Jahre Ende Kunst, Galerie Royal, München
- 2013: 0:1, Koktebel, Ukraine
- 2013: Heribert Heindl – Michael Hofstetter – Valio Tchenkov, KunstHausQuelle, Wackersberg (Installation upcycling)
- 2013: Vanity Flair, Haus der Kunst München (Installation upcycling)[27]
- 2011: Form und Fassung, Galerie Zanderkasten, Dresden
- 2011: Kunstherberge Birkenau, München (Installation Sehnsuchtslampe)[28]
- 2010: 5 x 3 2010, Kunstraum Düsseldorf
- 2009: Zeichnung heute, Galerie Royal, München[29]
- 2008: SHIFT, Galerie Ruzicska///Weiss, Düsseldorf
- 2008: Vom Gehen in viele Richtungen, KIT – Kunst im Tunnel, Kunsthalle Düsseldorf (kuratiert von Gabriele Orsech und Bernd Ruzicska)[30]
- 2008: GOLD, Nusser & Baumgart Contemporary, München
- 2008: 2858, Galerie der Künstler, München
- 2007: Odds and Ends, Galerie Ruzicska///Weiss, Düsseldorf
- 2007: auch und nicht nur das ……, Artothek, München
- 2006: Castellón Painting Prize 2006, Museo de Bellas Artes, Castellón, Spanien
- 2006: SNAFU. Medien, Mythen, Mind Control, Hamburger Kunsthalle
- 2006: „À Rebours“ – Escapism and the Terror of the Sublime, Projektraum General Public, Berlin (zusammengestellt von Michael Schultze)
- 2003: telling a work of art, Public Art Gallery, Dunedin, Neuseeland (kuratiert von Karin Sander)
- 2003: Situationen, Galerie der Künstler, München
- 2002: Reconstructions, Biennial of Centinje IV, Montenegro
- 2002: ZIPP, Kasseler Kunstverein (THE WAR® mit Rudolf Herz)
- 2002: Rethinking: Space, Time & Architecture, Projektraum Kampl, Berlin (inverted paradise mit Ulrich Königs)
- 2002: QUIVID I – im öffentlichen Auftrag, Halle Technisches Rathaus, München
- 2001: UNUSUAL PORTRAITS, Galerie Mathias Kampl, München
- 2001: mentalscape [eine Bibliothek], FOE 156, München (kuratiert von Christopher Kramatschek)
- 2001: unterwegs, Akademie der Schönen Künste, München
- 2001: cool cuts [movie passion], space KITCHEN, Seoul, Korea
- 2000: Offene Räume, Leere, Limit, Landschaft, Kulturregion Stuttgart
- 1999: The Xmas Projekt, Kent Gallery, New York
- 1998: 18. Wanderausstellung der Kunststiftung Baden-Württemberg (Stipendiaten 1996)
- 1997: „Irgendetwas folgt immer auf etwas anderes“, Galerie Szuper, Kunstpark Forum im Kunstpark Ost, München
- 1997: Mediale Welten, Galerie Stadt Sindelfingen
- 1997: URBAN CAMERA, Dominikanerkloster St. Albertus Magnus, Braunschweig[31]
- 1996: Lichtbilder – Leuchtkästen, Galerie Wittenbrink, München
- 1996: Radikale Bilder. 2. Österreichische Triennale zur Fotografie 1996, Neue Galerie am Landesmuseum Joanneum, Graz
- 1996: 1,2,3,4, Galerie Binder, München
- 1995: Trick or Treat!, Otto Schweins zu Gast bei Galerie Wiensowski + Harbord, Berlin
- 1995: Palast der Künste, Kölnischer Kunstverein
- 1995: Bayerische Staatsförderpreisträger 1994, interimsgalerie 2, Galerie der Künstler, München
- 1994: URBAN CAMERA, Neuer Kunstverein Aschaffenburg
- 1994: Scharf im Schauen, Haus der Kunst, München
- 1993: URBAN CAMERA, Kunstverein Augsburg
- 1992: MODELL, Ritterwerke Pasing, München
- 1992: 2. Internationale Litfass-Kunst-Biennale, München
- 1991: Szenarien der Wirklichkeit, Galerie der Künstler, München
- 1991: Im Lärm der Stadt, Sprengel Museum, Hannover
- 1990: Branchen, Akademie der Bildenden Künste München
- 1989: 5 Jahre Fotomuseum Braunschweig, Braunschweig
- 1989: 1. Deutscher Photopreis ’89, Stuttgart
- 1988: Irritation, Lothringer Straße 13, München

## Ausstellungskuratierung
- 2021: Nena Čermák, EUDAIMONIA COSMILUS, Museum für Abgüsse Klassischer Bildwerke, München[32]
- 2016: Notel Prinzregent, Hotel Prinzregent, München; Kokuratoren: Jonathan Drews, Kim Nobel, Janina Totzauer[33]
- 2012: eyeeye, Lothringerstraße 13, München; Kokurator: Robert Voith
- 2011: Sieben Sterne für Bad Reichenhall, ortspezifische Interventionen in Bad Reichenhall der Klasse Prof. Rehm
- 2005: Wir arbeiten immer noch daran, nicht mehr zu arbeiten, Galerie der Künstler, München; Kokuratoren: Olaf Probst, Stefan Schessl
- 2003: Fishing in the Pool, Raum Bus/Bachhofer, München; Kokurator: Joss Bachhofer
- 2001: Mach Dir Dein Geppo, Galerie Mathias Kampl, München
- 2000: ne travaillez jamais, Internationale Künstler in Münchener Ateliers; Kokuratoren: Olaf Probst, Stefan Schessl, Michael Schultze
- 1995: Der zweite Blick, Haus der Kunst München; Kokurator: Dieter Rehm
- 1994: Anvisiert, Deutsches Museum, Flugwerft Schleißheim; Kokurator: Dieter Rehm

## Texte
- Die Kunst muss die Zukunft auch riskieren! Über die fortwährende Ankündigung disruptiver Kunst. Hrsg. vom Johannes Kirschenmann, kopaed München 2020, ISBN  978-3-96848-055-8.
- Social Cubism. Die Maske zwischen Leib, Zeichen und politisch-gesellschaftlichem Raum. In: Karin Hutflötz, Veronika Hilzensauer (Hrsg.): Wieder denken. Neue Fragen, andere Antworten, Perspektiven für die Zeit nach der Pandemie. Edition Zeitkritik 3. Büchergilde Gutenberg, Frankfurt am Main 2021, S. 13–31, ISBN 978-3-7632-7190-0.
- Kunstgeschichte als Archiv und Kunstgeschichte als Werkstatt. In: Johannes Kirschenmann und Frank Schulz (Hrsg.): Fokussierungen – Kunst- und Bildgeschichte als kunstpädagogisches Bezugsfeld. Band 1 der Sonderreihe Kunst – Geschichte – Unterricht, München 2020, S. 48–65, ISBN 978-3-96848-001-5
- Kirsten Kleie: resolution in/out – resolution in=out. In: Projektion – Fotografische Behauptungen. Darmstädter Tage der Fotografie vom 22. bis 24. April 2016, S. 156, ISBN 978-3-9813629-6-1.
- Alle Züge offen. In: Rudolf Herz, ZUGZWANG. Duchamp Hitler Hoffmann. Hrsg. von Heinz Schütz, belleville, München 2013, S. 62–66, ISBN 978-3-943157-10-9.
- Dunkelkammerbewußtsein. In: 200 Jahre Akademie der Bildenden Künste München, Festschrift. Hirmer, München 2008, ISBN 978-3-7774-4205-1.
- (Er)Zeugnisse der eigenen Ver(sch)wendung. In: Lido Magazin 8. KIT – Kunst im Tunnel, Düsseldorf 2008.
- mit Elias Hassos: Ein Gespräch über Fotografie. In: Elias Hassos: Fotografien. DZ Bank Kunststipendium 2002/2003.
- sehen lesen verlesen versehen – der grauwert nr. 19. In: … ich sehe nicht, dass du nicht siehst …, Publikation zur Ausstellung von Olaf Probst. Collage, FOE 156, München 2002.
- Wer will noch radikal sein? In: Friedrich Buhl: Radikalitätsdefizit, Katalog zur Ausstellung Debütanten 2000. Galerie der Künstler, München 2000.
- Auf der Bühne des Begehrens. In: Michael Schultze: Wo ist es?, Katalog zur Ausstellung Debütanten 1997. Galerie der Künstler, München 1997.
- Am Ende der Aufklärung. In: Barbara Probst: Interieurs 1992, Katalog zur Ausstellung Debütanten 93 in der Galerie der Künstler, München 1993.
- und wieder einmal endet ein jahrhundert. In: GOTTWALD – Johannes Gottwald Arbeiten 1986–1993, Katalog zur Ausstellung in der Akademie München und der Galerie im Ganserhaus in Wasserburg am Inn, S. 3–7.
- „Barbara Probst“. In: Barbara Probst: Barbara Probst. Akademiegalerie München 1990, ISBN 3-00-003224-X.

## Auszeichnungen und Stipendien
- 1999: USA-Stipendium des Freistaats Bayern (Los Angeles)
- 1996: Stipendium der Kunststiftung Baden-Württemberg[34]
- 1995: Stipendium des Kunstfonds Bonn
- 1994: Bayerischer Staatsförderpreis[35]
- 1993: Förderpreis der Stadt München
- 1991: DAAD-Jahresstipendium (School of Visual Arts New York)
- 1991: Kunstpreis der Bayerischen Akademie der Schönen Künste
- 1990: Debütantenpreis der Akademie der Bildenden Künste München
- 1988: Deutscher Photo-Förderpreis '89, Stuttgart (für die Installation Die Fotografie war eine Erfindung der katholischen Kirche)[36]

## Sammlungen
- Galerie Stadt Sindelfingen
- Städtische Galerie im Lenbachhaus, München
- Museum Joanneum, Neue Galerie, Graz
- BMW Group, München
- Allianz Kunstsammlung, München[37]
- Sammlung R + M Goedl, Assenhausen
- Sammlung Karl Bayer, Mammendorf
- Sammlung Decker, Essen
- ALTANA Kulturstiftung, Frankfurt[38]
- Kunstmuseum Kloster Unser Lieben Frauen, Magdeburg